# Adams (hrabstwo Green)
Adams – miasto w Stanach Zjednoczonych, w stanie Wisconsin, w hrabstwie Green.